# Mehmet Ali Talat
Mehmet Ali Talat (ur. 6 lipca 1952 w Kirenii) – prezydent Tureckiej Republiki Cypru Północnego od 24 kwietnia 2005 do 23 kwietnia 2010. Premier Cypru Północnego w latach 2004-2005. Był liderem lewicowej Tureckiej Partii Republikańskiej (CTP, Cumhuriyetçi Türk Partisi) w latach 1996-2005, powrócił na stanowisko 14 czerwca 2015.

## Życiorys
Talat urodził się w Kirenii na Cyprze w 1952. Edukację rozpoczynał na wyspie, a ukończył w Turcji na Technicznym Uniwersytecie Środkowowschodnim w Ankarze (Orta Doğu Teknik Üniversitesi, ang. Middle East Technical University, METU), na którym został absolwentem Wydziału Inżynierii Elektrycznej i Elektronicznej.
Już w okresie studiów zaangażował się w działalność polityczną, co kontynuował również po powrocie na Cypr. Odegrał ważną rolę w tworzeniu związków zawodowych oraz studenckiego ruchu Turków cypryjskich. Został także członkiem Tureckiej Partii Republikańskiej, w której z czasem objął stanowisko sekretarza do spraw edukacji.

## Kariera polityczna
Mehmet Ali Talat w czasie koalicyjnych rządów CTP i Partii Demokratycznej w latach 1994-1996, zajmował stanowisko ministra edukacji i kultury, a następnie stanowisko wicepremiera.
14 stycznia 1996 został mianowany przewodniczącym Tureckiej Partii Republikańskiej (CTP). W 1998 wszedł w skład Zgromadzenia Republiki (parlamentu). 14 grudnia 2003 Turecka Partia Republikańska wygrała wybory parlamentarne. Po sformowaniu koalicji z Partią Demokratyczną, 13 stycznia 2004 Talat objął stanowisko premiera Cypru Północnego. W kwietniu 2004 w czasie referendum w sprawie unifikacji wyspy przed wejściem Cypru do Unii Europejskiej, Talat był zwolennikiem opcji zjednoczeniowej. Jednak na skutek sprzeciwu południowej części wyspy do zjednoczenia obu części nie doszło.
20 lutego 2005 CTP wygrała wybory kolejne, wcześniejsze parlamentarne, w wyniku czego Talat utrzymał fotel premiera. 

## Prezydentura
W kwietniu 2005 wziął udział w wyborach prezydenckich, w których pokonał Dervişa Eroğlu, zdobywając 55,6% głosów poparcia. 24 kwietnia 2005 objął stanowisko prezydenta Tureckiej Republiki Cypru Północnego.
Prezydent Talat w czasie swojej prezydentury w dalszym ciągu opowiadał się za reunifikacją podzielonego Cypru. Proces pokojowy przybrał na sile po wyborze na prezydenta Cypru Dimitrisa Christofiasa w lutym 2008. Do pierwszego spotkania Talata i Christofiasa doszło już 21 marca 2008 w strefie buforowej ONZ w podzielonej Nikozji. W czasie spotkania liderzy uzgodnili wznowienie dwustronnych rozmów reunifikacyjnych oraz otwarcie ulicy Ledra w Nikozji, podzielonej na część północną i południową od lat 60. XX w. 3 kwietnia 2008 Ledra została uroczyście otwarta dla wszystkich na całej swej długości. 
Do pierwszego posiedzenia komitetu technicznego doszło 18 kwietnia 2008. 7 maja 2008 Talat i Christofias spotkali się prywatnie w czasie coctail party i zapewnili o regularnym organizowaniu swoich spotkań w przyszłości. Na ich ponownym spotkaniu 1 lipca 2008 uzgodnili zasadę jednego obywatelstwa i jednej suwerenności. 
Na spotkaniu 3 września 2008 Talat i Christofias ogłosili rozpoczęcie właściwych i szczegółowych rozmów na temat zjednoczenia. Uzgodnione porozumienie miałoby być zatwierdzone w oddzielnych referendach dwóch społeczności. Prezydent Talat toczył rozmowy negocjacyjne do końca swojej prezydentury, jednak strony w tym czasie nie zdołały osiągnąć porozumienia. Skutkiem negocjacji miało być zjednoczenie dwóch wspólnot, greckiej i tureckiej, w ramach jednego federacyjnego państwa.
18 kwietnia 2010 prezydent Talat przegrał wybory prezydenckie z Dervişem Eroğlu z prawicowej Partii Jedności Narodowej (UBP) stosunkiem głosów 42,85% do 50,38%, który został zaprzysiężony na stanowisku prezydenta 23 kwietnia 2010. Jednymi z powodów porażki Talata było rozczarowanie społeczeństwa brakiem postępów w rozmowach negocjacyjnych, pojawiające się oskarżenia o nepotyzm pod adresem jego administracji oraz trwająca izolacja gospodarcza i polityczna nieuznawanej republiki.
Talat jest żonaty, ma dwoje dzieci.